# Särskilda ungdomshem
Särskilda ungdomshem, ibland kallade paragraf 12-hem eller SiS-hem, är en form av social dygnsvård och består av tillfälliga boenden för ungdomar med psykiska missbruk och/eller kriminalitet, som behöver stå under särskild uppsikt. Av sociala skäl ligger dessa boenden ofta långt från ungdomarnas hemorter. Beslut om placering på ett särskilt ungdomshem tas av kommunens socialnämnd enligt 12 § lagen med särskilda bestämmelser om vård av unga, LVU. Sedan 1999 tar särskilda ungdomshem även emot ungdomar i åldern 15 till 17 år som dömts till sluten ungdomsvård.

## Risk- och behovsbedömning
För att undvika att ungdomar som har betett sig våldsamt eller kriminellt ska fortsätta med sådant beteende bedömer socialtjänsten risken för återfall och sätter in insatser. I en systematisk forskningsöversikt från 2019 undersökte SBU värdet av strukturerade metoder för risk- och behovsbedömningsmetoder. Enligt översikten troligen ger vägledning när man ska bedöma ungdomars risk för återfall för våld och andra kriminella handlingar. Det är dock svårt att av studierna utläsa hur rättvisande metoderna är när återfallsrisken är hög, eftersom insatser då har gjorts för att försöka förhindra nya brott. De strukturerade metoder för risk- och behovsbedömning som fram till 2019 har studerats mest är:
- YLS/CMI (Youth level of service/Case management inventory)
- SAVRY (Structured assessment of violence risk in youth).

## Behandlingar
Vid särskilda ungdomshem erbjuds olika behandlingar som avser att minska antisocialt beteende. Dessa innefattar:
- Adolescent Community Reinforcement Approach (A-CRA)
- Aggression Replacement Training (ART), Dialectical Behavior Therapy/Dialektisk beteendeterapi (DBT)
- Functional Family Therapy/Funktionell familjeterapi (FFT)
- Multisystemic Therapy–Family Integrated Transitions (MST–FIT)
- Parent Management Training (inklusive Komet); Relapse Prevention/Återfallsprevention (RP)
- Token Economy/Teckenekonomi (TE)
- Structured Sensory Intervention for Traumatized Children, Adolescents and Parents for Adjudicated and At-Risk Youth (SITCAP-ART).

De flesta strukturerade behandlingsprogram för barn med antisocial problematik har dock utvecklats för att användas i öppenvård, skola, familj eller annan närmiljö.
I en systematisk översikt från 2016 undersökte SBU det vetenskapliga stödet för olika metoder som användes bland ungdomar med antisocial problematik inom institutionsvård. Resultatet var att det vetenskapliga underlaget var otillräckligt för att bedöma flertalet av de program man undersökte. Dock visade A-CRA (inclusive case manager) programmet att ge en minskad risk för återfall i bruk av marijuana.